# Idiocalla postica
Idiocalla postica är en skalbaggsart som beskrevs av Jordan 1903. Idiocalla postica ingår i släktet Idiocalla och familjen långhorningar. Inga underarter finns listade i Catalogue of Life.